# William Cuesta
William Cuesta (Vigía del Fuerte , Antioquia, Colombia, 19 de febrero de 1993) es un futbolista colombiano que juega de guardameta en el Deportes Tolima de la Categoría Primera A.

## Trayectoria

### La Equidad
Cuesta, recibo su primera convocatoria el día 9 de mayo de 2015 en un partido entre La Equidad y Uniautónoma siendo suplente de Diego Novoa.

### Deportes Tolima
En el año 2016 fue contratado como guardameta del equipo vinotinto y oro en donde debutó el 9 de octubre del 2018. Es un referente del equipo pijao con el que ha ganado tres títulos oficiales del fútbol colombiano.

## Clubes
- Actualizado de acuerdo al último partido jugado el 7 de junio del 2025.

| Club                | País                | Año                 | PJ  |
| ------------------- | ------------------- | ------------------- | --- |
| La Equidad          | Colombia            | 2015 - 2016         | 2   |
| Deportes Tolima     | Colombia            | 2016 - 2025         | 138 |
| Total en su carrera | Total en su carrera | Total en su carrera | 140 |

## Palmarés

### Torneos nacionales
| Título                | Equipo          | País     | Torneo |
| --------------------- | --------------- | -------- | ------ |
| Categoría Primera A   | Deportes Tolima | Colombia | 2018-I |
| Categoría Primera A   | Deportes Tolima | Colombia | 2021-I |
| Superliga de Colombia | Deportes Tolima | Colombia | 2022   |